# سكتة النخاع الشوكي
سكتة النخاع الشوكي نوع نادر من السكتات تحدث عندما يتوقف تدفق الدم إلى أي منطقة من النخاع الشوكي نتيجة الانسداد أو النزف، ما يؤدي إلى موت الخلايا العصبية بشكل نهائي. يمكن تصنيف السكتة في نوعين، إقفارية ونزفية، إذ يمثل الإقفار (نقص التروية الدموية) 86% من جميع الحالات، وهي نسبة شبيهة بالسكتة الدماغية. ينشأ المرض إما تلقائيًا نتيجة وجود أمراض في الأبهر أو بعد العمليات الجراحية. يؤدي إلى فقدان المرضى للوظيفة الحركية أو الوظيفة الحسية أو كليهما أحيانًا. يحدث الاحتشاء عادة في المناطق التي يرويها الشريان النخاعي الأمامي، والذي يمتد على طول الثلثين الأماميين للنخاع الشوكي. تشمل الوقاية من المرض تقليل عوامل الخطر والحفاظ على ضغط تروية دموية كاف في النخاع الشوكي خلال العمليات الجراحية وبعدها. تتضمن عملية تشخيص سكتة النخاع الشوكي الإقفارية والنزفية تطبيق بروتوكولات مختلفة للتصوير بالرنين المغناطيسي والتصوير المقطعي المحوسب. تُحدد علاجات سكتة النخاع الشوكي بشكل رئيسي وفق أعراض ومسببات المرض. فمثلًا، يمكن استخدام مضادات التصاق الصفيحات والستيروئيدات القشرية لتقليل خطر الإصابة بجلطات الدم لدى مرضى سكتة النخاع الشوكي الإقفارية، بينما تُجرى الجراحة المستعجلة لتخفيف الضغط بغية تقليل الإصابات العصبية لدى مرضى سكتة النخاع الشوكي النزفية. قد يقضي المرضى سنوات في إعادة التأهيل بعد الإصابة بسكتة النخاع الشوكي.

## العلامات والأعراض
ترتبط العلامات والأعراض بالجزء المصاب من النخاع الشوكي، وتظهر الإصابة تحت مستوى الآفة. تشير البداية المفاجئة للألم في الظهر أو الرقبة إلى موقع الإقفار أو النزف في بداية الأمر، والذي يتشعب مع اشتداد الضرر. قد يحدث شلل جزئي مؤقت في الأطراف قبل أيام من ظهور سكتة النخاع الشوكي الإقفارية، رغم أن العلاقة مازالت غير واضحة. في حين أن تطور أعراض سكتة النخاع الشوكي الإقفارية يستغرق بضع دقائق، فإن تطور أعراض السكتة النزفية يستغرق أيامًا وأسابيع. يحدث الاحتشاء غالبًا في الشرايين، وتكون منطقة المهطل، التي تشير إلى النخاع الشوكي الصدري هنا، معرضة بشدة للأحداث الإقفارية. المرضى الذكور وصغار السن وذوو مؤشر كتلة الجسم المنخفض والذين يعانون من ارتفاع ضغط الدم وداء السكري والداء الكلوي المزمن وداء الانسداد الرئوي المزمن، أكثر عرضة للإصابة بسكتة النخاع الشوكي الحادة.

### متلازمة النخاع الشوكي الأمامي
من السمات الرئيسية لهذه المتلازمة فقدان الوظيفة الحركية مثل الحركات الإرادية (الطوعية) والمنعكسات والتنسيق نتيجة لضعف السبيل القشري النخاعي الأمامي والوحشي والمادة الرمادية الأمامية والسبيل النخاعي المخيخي. يرافقها أيضًا فقدان في حس الألم والإحساس الحراري نتيجة لانقطاع السبيل النخاعي المهادي.

### متلازمة النخاع الشوكي الخلفي
تضعف الوظائف الحسية مثل الاهتزاز واللمس الدقيق واستقبال الحس العميق، والتي ترتبط بالنواة الظهرانية. على عكس سكتة النخاع الشوكي الأمامية، لا تتأثر الوظائف الحركية في سكتة النخاع الشوكي الخلفية.

### متلازمة النخاع الشوكي المركزي
يكون ضعف الوظيفة الحركية في الجزء العلوي من الجسم أكثر حدة بكثير من ضعفها في الجزء السفلي في متلازمة النخاع الشوكي المركزية، والذي يرتبط بفرط تمدد السبل القشرية النخاعية والسبيل النخاعي المخيخي في النخاع الشوكي الرقبي، مصحوبًا بخلل وظيفي في المثانة البولية وفقدان متفاوت الدرجة بالإحساس.

### متلازمة براون سيكوارد
متلازمة براون سيكوارد هي النوع الفرعي الوحيد الذي يؤثر على النخاع الشوكي في جهة واحدة، إما أماميًا أو خلفيًا أو كليهما. وُجد فقدان بنفس الجانب لكل من الاهتزاز واللمس الدقيق وحس الوضعة والتحكم في الحركات الدقيقة، وكذلك فقدان في الجانب المقابل لحركات العضلات المحورية وتنسيق الحركة. يظهر أيضًا تشنج يليه اختلال في تنظيم توتر العضلات.

### السكتة المستعرضة
موت الخلايا على مستوى مستعرض بالكامل يظهر سريريًا على شكل شلل نصفي أو شلل رباعي، ويظهر الفقدان الحسي تحت مستوى الآفة والتبول اللاإرادي والاضطرابات في الجهاز العصبي الذاتي والجهاز الهرموني.

## الأسباب
من المعروف أن أمراض الأبهر تسهم بشكل كبير في إقفار النخاع الشوكي العفوي (التلقائي)، مثل تمزق أم الدم الأبهرية الصدرية، وانسداد الشرايين بالغلالة الباطنة الأبهرية المنفصلة عن البطانة في حالة تسلخ الأبهر، بالإضافة إلى تضيق الأبهر. يُضاف إلى ما سبق عوامل أخرى مثل الانسداد الوعائي والتهاب السحايا في النخاع الشوكي والإقفار العام والفرط في تعاطي أدوية النيكوتين.
تساهم جراحات الأبهر في الكثير من مشاكل إقفار النخاع الشوكي علاجية المنشأ، على الرغم من أن نسبتها أقل بكثير من النوع التلقائي. أُجري إصلاح أم الدم داخل الوعائي الصدري لإدخال دعامات من أجل علاج أم الدم الأبهرية الصدرية البطنية، وهي حالة تتميز بتضخم الأبهر ويرافقها ضعف في جدار الأوعية الدموية، ورضوض وتصلب عصيدي. يمكن استبعاد الشرايين النخاعية القطعية، وخاصة شريان أدامكيويتز، من الدورة الدموية بعد انسداد الشرايين بين الأضلاع بسبب الجهاز، الذي يتفرع مباشرة من الأبهر الهابط. يوقَف تدفق الدم داخل الأبهر في أثناء عملية الأبهر المفتوح عن طريق التثبيت بالقمط لتسهيل خياطة الرقعة. يمكن أن يسبب انخفاض تدفق الدم إلى الشريان الجذري الأمامي والخلفي سكتة نخاعية شوكية. أُبلغ عن حالات من سكتة النخاع الشوكي بعد عمليات مثل تصوير الأبهر والتخدير النخاعي وجراحة العمود الفقري القطني.
تميل العيوب في الأوعية الدموية ومن بينها التشوهات الشريانية الوريدية والتوصيلات الشريانية الوريدية والأورام الوعائية الكهفية إلى الظهور بهيئة إقفار وأحيانًا نزف. يزيد الالتحام المباشر بين الشرايين والأوردة ضغط الدم في الوريد النخاعي الأمامي والضفيرة الوريدية الإكليلية، وهو عامل مهم للاعتلال النخاعي الاحتقاني الوريدي والاحتشاء.
يمكن أن يسبب الضغط المطول على شبكة الدم بسبب الأمراض الفقرية مثل داء الفقار العنقي والانزلاق الفقري إقفارًا حادًا في النخاع الشوكي، ومع ذلك فإن الارتباط غير مؤكد.
من ناحية أخرى، فإن الرضوض، التي تؤثر عادة على شبكة الأوعية الدموية الطرفية، سبب شائع لنزف النخاع الشوكي بأنواعه الفرعية الأربعة، وهي تدمي النخاع والنزف تحت العنكبوت والورم الدموي تحت الجافية والورم الدموي فوق الجافية. يوجد ارتباط بين الأدوية المضادة للتخثر والسكتة النزفية.
غالبًا ما تكون أسباب سكتة النخاع الشوكي غير واضحة في البيئات السريرية.

## الآلية
تشبه الفيزيولوجيا المرضية للسكتة النخاعية الشوكية نظيرتها الدماغية. يعيق انخفاض تدفق الدم توصيل الأكسجين والجلوكوز إلى العصبونات، ما يسبب انخفاضًا كبيرًا في إنتاج الأدينوسين ثلاثي الفوسفات وفشلًا في عمل مضخة الكالسيوم. يُنشط ارتفاع مستوى الكالسيوم داخل الخلايا سلسلة من الإنزيمات مثل فوسفوليباز إيه 2 وسايكلوأوكسيجينيز-2 وكالسينيورين وكالبين وكيناز البروتين المنشط بالميتوجين ومخلقة أكسيد النتريك وميتالوبروتياز المادة الخلالية وذلك لإنتاج مواد كيميائية بادئة للالتهاب والموت الخلوي المبرمج. تُنشط أيضًا السيتوكينات ونحدث تغيرات في عوامل النسخ. في غضون ذلك، يُطلق الغلوتامات إلى المسافة خارج الخلية ويرتبط بمستقبلاته الاستثارية ما يفاقم تدفق الكالسيوم وسلسلة من الأحداث التي تشمل المتقدرة وتؤدي إلى تلف غشاء الخلية وإنتاج مركبات الأكسجين التفاعلية. يرتبط هذه التحفيز الزائد ارتباطًا وثيقًا بموت الخلايا العصبية وفقدان وظيفة السبيل في نهاية المطاف.

## الوقاية

### عوامل الخطر
تكون عوامل الخطر القابلة للتعديل والمهمة في حدوث السكتات الشائعة مثل ارتفاع ضغط الدم وأمراض القلب، أقل أهمية في تطور سكتة النخاع الشوكي. من ناحية أخرى، يرتبط داء السكري وأمراض الشرايين المحيطية والتدخين والكوليسترول بهذا المرض بشكل أكبر. يمكن أن تُقلل الوقاية والعلاج من عوامل الخطر القابلة للتعديل هذه من احتمال الإصابة بسكتة النخاع الشوكي.